# Flik 51J
La Fliegerkompanie 51J (abbreviata in Flik 51J o 51ª Squadriglia ungherese) era una delle squadriglie di eccezionale successo della Kaiserliche und Königliche Luftfahrtruppen. Era composta da diversi famosi piloti di caccia, tra cui due comandanti di squadriglia: Benno Fiala von Fernbrugg e Franz Rudorfer.

## Storia

### Prima guerra mondiale
La squadriglia fu creata a Strasshof an der Nordbahn in Austria e, dopo essersi addestrata il 3 luglio 1917, fu inviata al fronte italiano, dove era di stanza a Haidenschaft, oggi in Slovenia. Il 25 luglio 1917, l'intera forza aerea fu riorganizzata; in tal modo, l'unità è stata convertita in uno squadrone di caccia (Jagdflieger-kompanie 51, Flik 51J). 
Nel mese di agosto arriva il Caporale Eugen Bönsch che dal 1º settembre consegue 16 vittorie fino al 29 ottobre 1918 volando sull'Albatros D.III.
In settembre arriva il Tenente Asso dell'aviazione Alexander Tahy che dal 28 dello stesso mese al 21 febbraio 1918 consegue altre 3 vittorie volando sull'Albatros D.III.
All'inizio di ottobre arriva il Sergente asso Stefan Fejes che dal 3 dicembre al 1º settembre 1918 consegue 11 vittorie volando sull'Albatros D.III.
Al 24 ottobre era sempre ad Ajdussina nell'Isonzo Armee al comando del Rittmeister Wedige von Froreich quando partecipò alla Battaglia di Caporetto. Dal dicembre successivo ne assunse il comando l'asso Benno Fiala von Fernbrugg che dal 21 gennaio 1918 al 20 agosto successivo consegue 19 vittorie volando sull'Albatros D.III.
Il 5 febbraio 1918 alle ore 12:00 l'asso William George Barker abbatte l'Albatros del Feldwebel Karl Semmelrock a 3 Km a Nord-Ovest di Oderzo.
Nel febbraio 1918 arriva il Tenente della riserva Ludwig Hautzmayer che il 13 marzo consegue una vittoria diventando un asso ed il 20 marzo divenne il comandante della Flik 61J.
Nell'aprile 1918 arriva Franz Rudorfer che dal 17 aprile al 27 ottobre 1918 consegue 10 vittorie volando sull'Albatros D.III.
Nell'estate del 1918, durante la seconda battaglia del Piave, fece parte dell'Esercito dell'Isonzo e prese parte alle operazioni dagli aeroporti di Ghirano di Prata di Pordenone e Campoformido.
Alla fine del mese di ottobre Fiala von Fernbrugg viene richiamato in patria e Rudorfer assume il comando della Flik.
La disposizione, introdotta all'inizio del 1918, richiedeva che gli aerei dell'unità fossero verniciati di nero, ma di solito solo le insegne erano nere. Nei reparti dell'Esercito dell'Isonzo le ruote degli aerei diventarono bianche e sul fianco della fusoliera fu dipinta una stella a sei punte.
Dopo la guerra, fu liquidata insieme all'intera aeronautica austriaca.